# Żeliwo szare

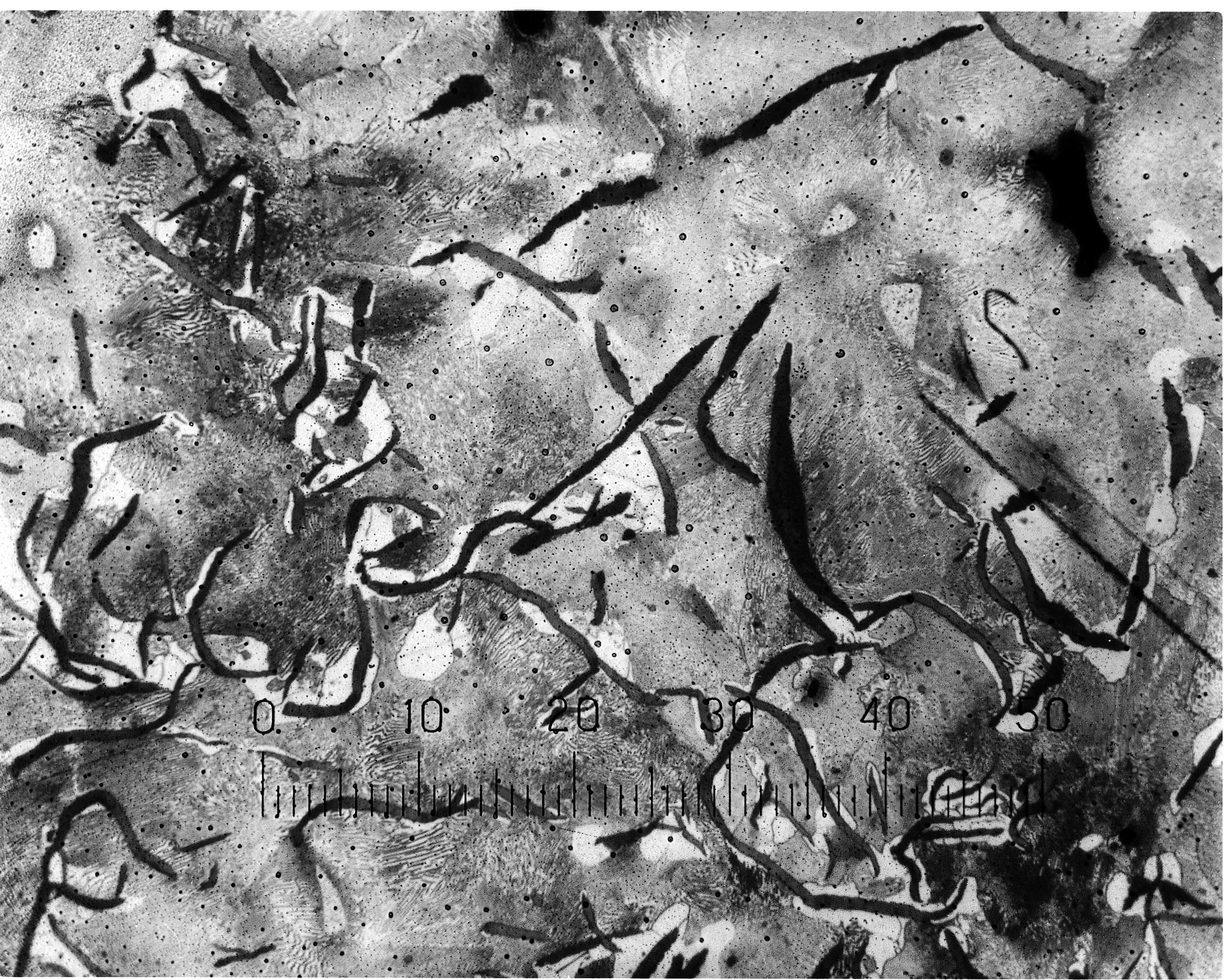
Mikrofotografia żeliwa szarego. Grafit widoczny jest jako czarne pasma

Żeliwo szare – żeliwo, w którym węgiel występuje w postaci grafitu. Nazwa jego pochodzi od faktu, iż jego przełom ma szary kolor. Uznawane za żeliwo wyższej jakości, jest bardziej ciągliwe, łatwiej obrabialne, charakteryzuje się dobrą lejnością i posiada mniejszy skurcz odlewniczy – (rzędu 1,0%), niż żeliwo białe. Wytwarza się z niego odlewy korpusów, obudów, bloków pomp, sprężarek i silników.
Rodzaje:
- żeliwo szare zwykłe (zawiera grafit płatkowy różnej wielkości)
- żeliwo sferoidalne – zawiera grafit sferoidalny
- żeliwo modyfikowane – zawiera drobny grafit płatkowy
- żeliwo wermikularne – zawiera grafit pod postacią pośrednią między płatkowym a sferoidalnym[3]